# Edward Miller
Edward Miller (Norwich, Norfolk, Regne Unit, 1731 - Doncaster, 1807) fou un compositor anglès.
Fou deixeble de Charles Burney (1726-1814), i als vint anys aconseguí el càrrec d'organista de Doncaster, que exercí durant quaranta anys. El 1786 la Universitat de Cambridge li donà el títol de doctor en música.

## Obres musicals
- Solos for the german flute (Londres, 1773)
- Sis sonates, per a clave (Londres, 1773)
- 12 cançons angleses, (Londres, 1773)
- Selection of psalms, (Londres, 1774)
- Alguns salms de Wats i Wesley per a ús dels metodistes (Londres, 1801)

## Escrits
- Institutes of Music for young begginers on the harpsichord, (Londres, 1771)
- Letters in behalf of professors of music residing in the country, (Londres, 1784)
- Elements of the Thoroughbass and composition, (Londres, 1787)